# Banting (cráter)
Banting es un pequeño cráter de impacto lunar en forma de cuenco situado cerca del centro del Mare Serenitatis. Originalmente se llamó Linné Y, siendo renombrado en 1973 para conmemorar a Sir Frederick Banting, en honor a sus relevantes contribuciones médicas (entre las que destaca el descubrimiento de la insulina).
El cráter Linné se llama así por el botánico sueco del siglo XVIII Carl von Linné. Se encuentra al oeste-noroeste de Banting.

## Denominación

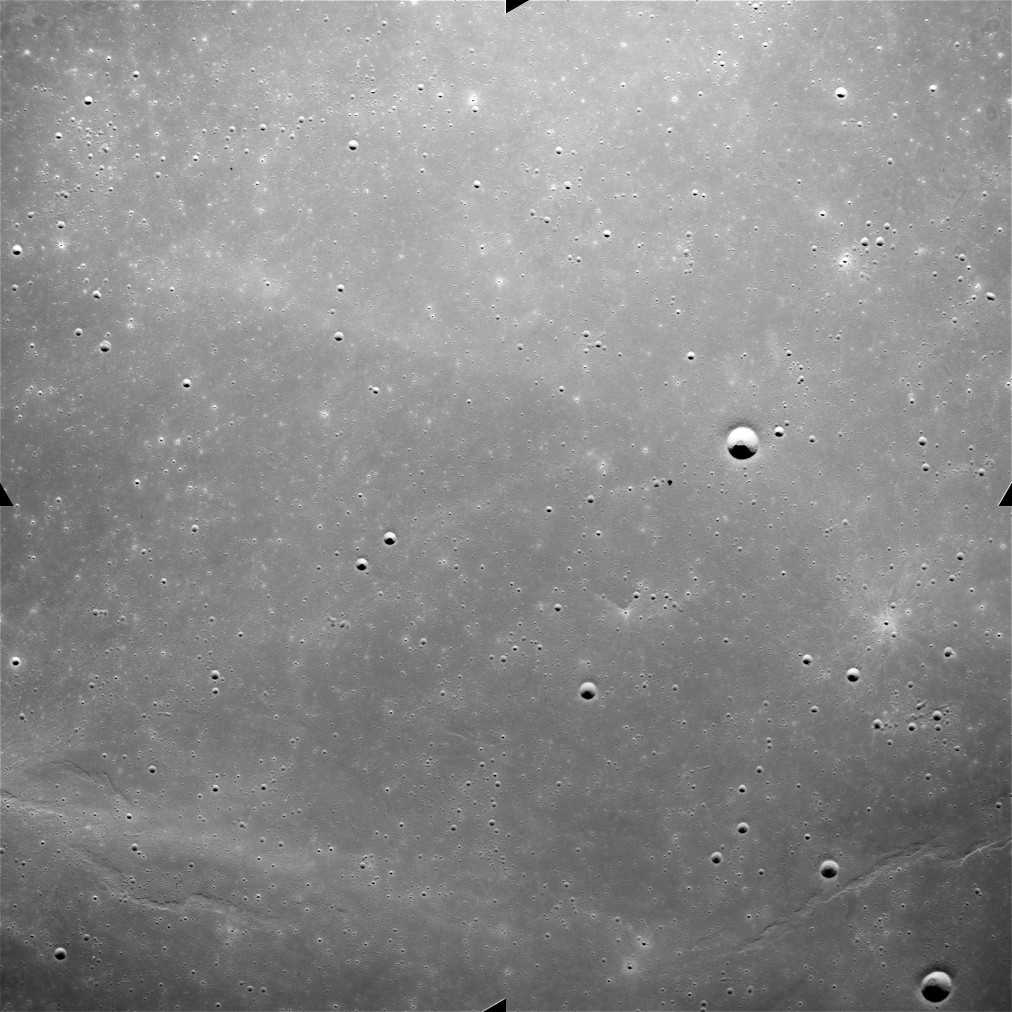
Fotografía de la misión Apolo 15

"Banting" fue uno de los aproximadamente cincuenta nuevos nombres de cráteres lunares adoptados por la IAU en 1973. La elección de estos nombres fue el primer paso en la adopción de una nueva política que implicó la ampliación de la nomenclatura de los cráteres.
Esta nueva política se adoptó a partir del momento en que las fotografías tomadas por la nave espacial Apolo proporcionaron un mapa lunar extremadamente detallado y poblado de cráteres, lo que demostró esencialmente que sería necesaria una mayor variedad de nombres. La práctica anterior había sido utilizar nombres de personajes relevantes para los cráteres principales, y denominar los pequeños cráteres adyacentes con el mismo nombre seguido por diferentes letras del alfabeto.
La nueva política ha permitido que científicos fallecidos que hayan contribuido a diversos campos del conocimiento (como es el caso de Banting), así como personajes relevantes del mundo de la cultura (como escritores, compositores y otros artistas) tengan cráteres dedicados con sus nombres. Anteriormente, solo habían sido utilizados nombres de astrónomos, de científicos que hubieran hecho importantes contribuciones a la astronomía, y de filósofos históricos.

## Descripción
Banting es un cráter impacto "simple" de unos 6,4 km de diámetro. Se encuentra en el Mar de la Serenidad, una zona oscura y suave creada por grandes flujos de lava enfriados en superficie que han cubierto cualquier cráter previamente existente. Se les llamó originalmente mares debido a que los primeros astrónomos creían que eran zonas cubiertas de agua.
Banting está flanqueado por dos puntos de alunizaje de los Estados Unidos (misiones Apolo 15 y 17), que se encuentran a varios cientos de kilómetros a cada lado del cráter.
El Mar de la Serenidad puede percibirse a simple vista como el ojo oriental de la cara de la Luna. Esta figura imaginaria está situada en la cara visible de la Luna, la que permanece enfrentada a la Tierra debido a la coincidencia de la duración de la rotación propia de la Luna con la del recorrido de su órbita completa. Esto hace que el cráter Bantling, bastante centrado en el mare Serenitatis, presente largos períodos en los que puede ser observado.
Sin embargo, a pesar de su ubicación favorable, Banting es un cráter muy pequeño y puede ser difícil de ver. Para observar este tipo de pequeños cráteres debe utilizarse un telescopio, y es crucial elegir la fase lunar más adecuada, de forma que haya suficiente sombra para delinear los detalles de la superficie lunar sin que sea demasiado oscura, considerando que la luna llena es demasiado brillante (por lo que proporciona vistas carentes de contraste).